# Eolsko narječje
Eolsko grčko narječje jest skupina dijalekata starogrčkoga jezika kojima se govorilo od 8. do 4. stoljeća pr. Kr. u Beotiji, Tesaliji, otoku Lezbosu, te u grčkim kolonijama u Eoliji u Maloj Aziji.  Eolsko narječje zadržalo je puno arhaizama u usporedbi s ostalim starogrčkim narječjima, te razvilo velik broj inovacija.
Lirska pjesnikinja Sapfa i pjesnik Alkej s Lezbosa (o. 600. pr. Kr.) najpoznatiji su eolski književnici, te se njihov jezik smatra standardnim oblikom toga narječja.  Koriste nekoliko svojstvenih metričkih oblika koji se skupno nazivaju eolski stih, a rabe ga i kasniji antički i suvremeni pjesnici. Pastoralne Idile 28-30 aleksandrijskoga pjesnika Teokrita napisana su eolskim narječjem i stihom u čast Sapfi i Alkeju.
U klasičnome razdoblju eolsko se narječje toliko razlikovalo od prestižnog atičkog da ga likovi u Platonovom dijalozima Protagora i Kratil nazivaju barbarskim odnosno stranim.